# Técnico de som

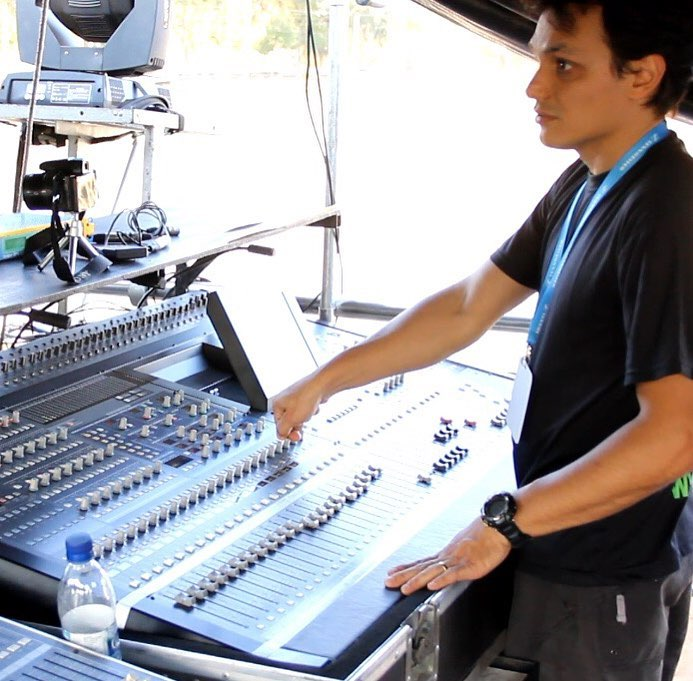
Técnico Israel com uma Yamaha PM5D em evento ao vivo

Chama-se técnico de som à pessoa que instala e repara equipamentos de som de acordo com a direção de um espetáculo ou show; fornece manutenção a estes equipamentos; auxilia tecnicamente o operador de som, quando necessário; e instala, configura, opera e monitora sistemas de gravação. O técnico de som tem que, além de cuidar de todo o sistema de ligação, alinhar o sistema de som antes do espetáculo.

## Descrição do trabalho
- Verificar energia.

- Instalação do sistema.

- Testes de segurança.

- Preparar back up.

- Suporte técnico.

- Acompanhar reuniões de briefing e ensaios.

Sabemos da responsabilidade e importância que tem ao comando da mesa de controleː lá, se encontra toda a informação sonora que será reproduzida. A falha tem que ser de 0%. Alguns imprevistos sempre acontecem e tem-se que ter ferramentas sempre na mão, seja um cabo, microfone ou amplificador. Tem-se que estar preparado o tempo todo.
A energia é fundamental para o melhor aproveitamento do sistema. É só levar em consideração que, no final de tudo, o aproveitamento de um amplificador pode ser prejudicado com o mal dimensionamento de cabos. Para isso, temos fazer as contas do consumo e utilizar a bitola (diâmetro) correta com conexões adequadas às cargas. Assim, teremos um melhor aproveitamento do sistema.
Na hora da instalação, deve-se levar, em consideração, a segurança na fixação do sistema, além de seu posicionamentoː um erro pode causar incômodo em parte da plateia e trazer riscos. Em caso de acidentes, testes de segurança ajudam a detectar problemas e corrigir a tempo o espetáculo. Geralmente, a montagem dos equipamentos acontece com no mínimo 24 horas de antecedênciaː assim, sempre há tempo para melhorias e preparação.
Deixar sempre um microfone, um cabo ou até um amplificador preparado para entrar em ação ajuda muitoː assim, se agiliza a solução. Deve-se ficar monitorando racks, processadores e todos os pontos vulneráveis do sistema.
Existem algumas escolas especializadas no assunto. Elas oferecem cursos para diferentes setores. Algumas empresas e estúdios solicitam estagiários para trabalhar com carteira registrada ou free lancers, para algum trabalho apenas. Um bom técnico chega a ser bem disputado no mercado. Alguns brasileiros conhecidos como Nelson Mota, Jeninhosom   (Jânio), Tom Capone, Rick Bonadio, Phillip Colodetti, Hemilson Rodrigues e Thiago Geraldes, além da função de projetistas técnicos e produtores musicais, são músicos e dominam a parte técnica nas mixagens.